# 大阪市立晴明丘南小学校
大阪市立晴明丘南小学校（おおさかしりつ せいめいがおかみなみ しょうがっこう）は、大阪府大阪市阿倍野区にある公立小学校。

## 概要
阿倍野区、住吉区、西成区の境界付近に立地している。1986年に大阪市立晴明丘小学校分校が現在地に設置されたことに始まる。その後1988年に独立校となった。学校建設前にはクボタ創業者久保田権四郎の屋敷があった。

## 沿革
分離元の大阪市立晴明丘小学校は1950年代以降、児童数1500人-2000人の過大規模で推移してきた。そのため教室不足などが深刻化していた。
1980年代になり晴明丘小学校の分校を設置する構想が具体化した。1983年に分校設置委員会が発足し、1986年に校区南部在住の低学年児童を収容する学年分校として開設された。校舎は、大阪市内の小学校では初めての寄棟式校舎として建設されている。
従来の晴明丘小学校校区の南部を分離する形で、1988年4月に大阪市立晴明丘南小学校として、5年生以下の児童で開校している。

### 年表
- 1978年 - 現在地が大阪市立晴明丘小学校の用地となる。
- 1983年2月 - 晴明丘小学校分校設置委員会が発足。
- 1985年4月 - 晴明丘小学校分校校舎として建設工事が開始される。
- 1986年4月 - 大阪市立晴明丘小学校分校として授業を開始。1-3年生を収容。
- 1988年4月 - 大阪市立晴明丘南小学校として独立開校。
- 1992年6月 - 校区在住のタレント・大屋政子を招いた企画「夢の学校」を開催。
- 1993年10月 - 大阪市教育委員会の理科・生活科研究指定校として、研究発表を実施。
- 1996年10月 - 大阪市教育委員会の国語科研究指定校として、研究発表を実施。
- 2003年9月 - 外国語指導助手が着任。「英語に親しむ活動」を開始。

## 通学区域
- 大阪市阿倍野区 北畠2丁目の一部、北畠3丁目、帝塚山、万代1丁目。
- 大阪市西成区 天神ノ森2丁目。

卒業生は基本的に大阪市立阪南中学校へ進学する。

## 出身者
- 白崎麻友香 - 元バレーボール選手。

## 交通
- Osaka Metro四つ橋線 玉出駅 東へ約700m。
- 阪堺電気軌道上町線 姫松停留場 西へ約500m。
- 南海高野線 帝塚山駅 北へ約400m。